# Pox
Pox var en svensk serietidning med vuxenserier, utgiven av förlaget RSR Epix åren 1984–1993. Tidningen publicerade en mängd serieskapare ur amerikansk underground men också nyare, "alternativa" namn från Nordamerika och Europa. Serierna tog ofta upp antingen sexuella eller politiska teman, i likhet med serierna ur undergroundrörelsen. Tidningen blev 1989 föremål för ett uppmärksammat tryckfrihetsmål, där den 1990 till slut frikändes. Butiksbojkotter och distributionsproblem ledde till att Pox – och förlagets övriga tidningsutgivning – lades ner 1993.
Vid sidan om den månatliga tidningen gav förlaget 1985–1990 ut den fristående albumkollektionen Pox Special. Där kunde namn ur tidningen ofta breda ut sig över ett helt album. 

## Historik

### Innehåll och stil
Tidningen startades hösten 1984, ett halvår efter Epix start i maj. Förlaget hade förlorat sitt tryckeri (som haft invändningar mot innehållet i Epix), men ett nytt tryckeri hade hittats i finska Vasa. Det nya tryckeriet hade lägre priser på tryck i svart/vitt, vilket ledde till att RSR Epix satsade på en ny serietidning med i första hand svart-vitt tryck.
Till skillnad från sin systertidning med dess blandning av mestadels europeiska följetongsserier, koncentrerade sig Pox på en kombination av serieavantgarde och provokativa serier i olika genrer. Tidiga undergroundtecknare som Robert Crumb, Gilbert Shelton och Spain Rodriguez var återkommande namn, liksom ett stort antal av den kvinnliga generation som uppmärksammades under 1970-talet. Här fanns bland andra Shary Flenniken, Trina Robbins, Dori Seda, Joyce Farmer och Roberta Gregory.
Till detta fogades en del ofta provokativa namn ur den nyare spanska, franska och italienska seriegenerationen. Framför allt kom Pox att flitigt publicera tecknare från spanska El Víbora, liksom serieskapare från L'Écho des Savanes och italienska Alter. Tanino Liberatore och hans depraverade seriefigurer – bland dem Ranxerox – blev återkommande inslag. 

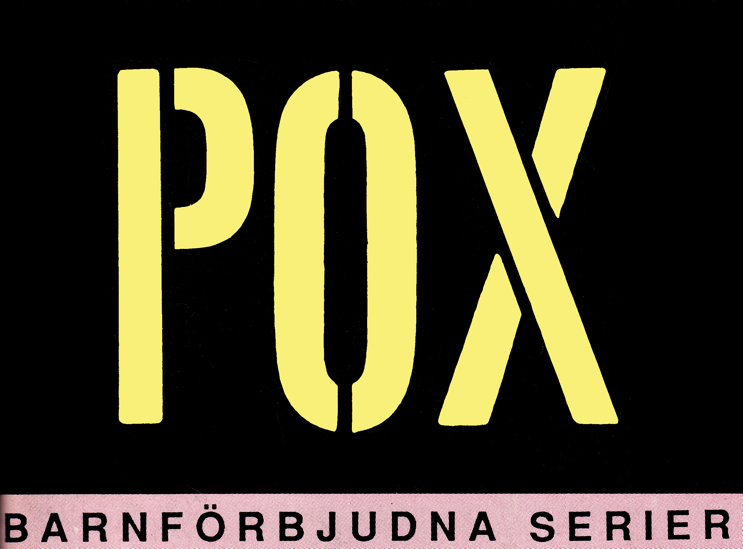
1987–1989 hade tidningen en tydlig undertitel.

En del lättsammare humorister samt en del nyare episka berättare kompletterade innehållet. I den förra kategorin fanns britter som Bill Tidy (den frejdiga familjekrönikan Fosdykesagan) och Hunt Emerson (där katten Firkin agerade berättare i små studier i mänskligt sexualliv). I den senare kategorin huserade amerikanen Gilbert Hernandez (vars bror Jaime Hernandez publicerades i Epix), den argentinska duon José Muñoz/Carlos Sampayo (Alack Sinner) och européer som Altan och Didier Comès.
Det här var en serietidning av ett nytt slag, med många politiska eller (sexuellt) provokativa serier som också i andra länder blivit kontroversiella. Horst Schröders ofta kompromisslösa utgivningspolitik påverkades föga av andra förlags problem att få acceptans för vuxenserier. Semic-tidningen Comet lades 1985 ner efter kontroverser kring innehållet, medan nystartade Elitserien samma år kom med endast ett nummer. Schröder fortsatte med sin blandning av högt (ibland nästan abstrakt avantgardekonst i serieform) och lågt (många serier kunde ses som ren pornografi, med eller utan våldsamma inslag).

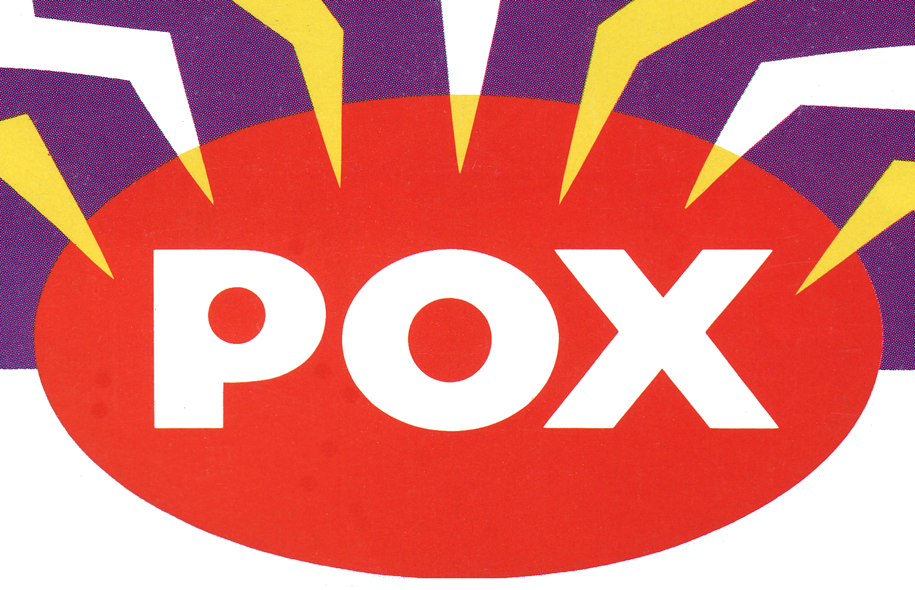
1991 gjordes tidningens design om för sista gången.

### Omslag och tryck
Tidningen fick efter några nummer en fast omslagsetikett med texten "VARNING! Innehållet kan verka stötande på känsliga personer" – så småningom utbytt mot "Barnförbjudna serier". Detta hindrade inte tidningen från att bli inblandad i kontroverser (se rättegången nedan). Tidningsdesignen och titelns utseende (ofta skapad av Tomas Jönsson) gjordes om i snitt vartannat år, bland annat influerat av vilken medredaktör som hjälpte Schröder med tidningsproduktionen. Den första logotypen var en enkel text på en sned triangel, vilket 1987 byttes ut mot en smalare variant med text à la trälådor. 1989 gjorde man om bokstäverna till tre klatschiga former, medan stilen från 1991 hade stiliserade blixtar som löpte ner mot bokstäverna.

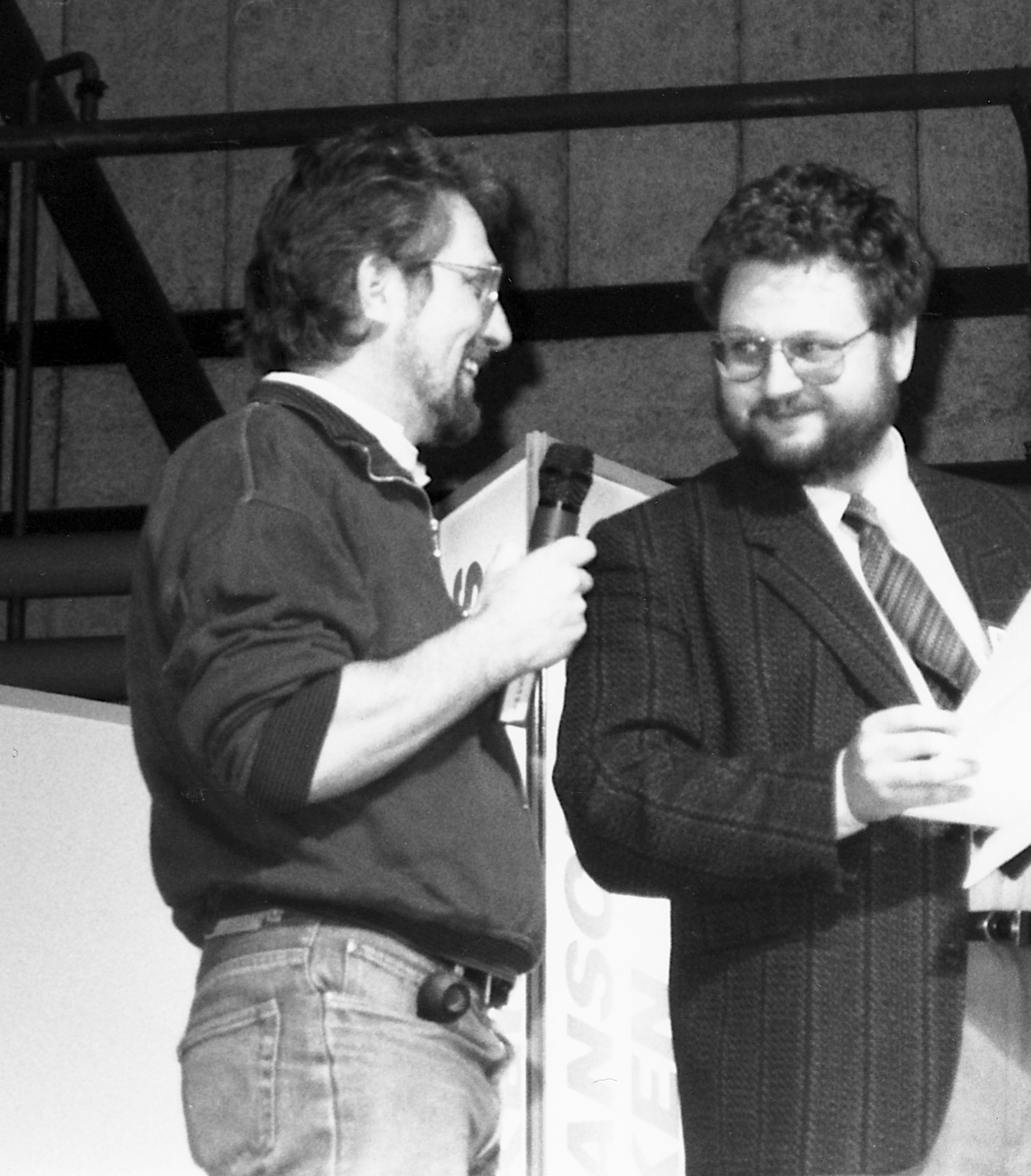
Pox blandade avantgarde med provokation. Horst Schröder fick ta emot ris (bland annat en rättegång) och ros (här ett pris på Serie-Expo -91).

Pox tryckte från starten endast serier i svart/vitt, utom i en oftast 16-sidig färgsektion. Färgsektionen var till att börja med i tvåfärg (svart/vitt + gul- eller rödtonat), senare utbytt mot fyrfärgstryck. I enstaka specialnummer var uppemot halva tidningen med färgtryck. Till skillnad mot många av förlagets övriga tidningar var den svart-vita delen av innehållet alltid den dominerande. Amerikanska undergroundserier trycktes i original oftast i svart-vitt, och så gjorde också de längre följetongsserierna man valt att publicera i Pox.

### Rättegången mot Pox
Efter en anmälan från Folkaktionen mot Pornografi åtalades serietidningen och dess ansvarige utgivare Horst Schröder 1989 för olaga våldsskildring med stöd av en ny lag som trädde i kraft samma år. Bland annat åtalades en osminkad serieversion av ett avsnitt ur Domarboken ur Bibeln. Rättegången utvecklades till ett uppmärksammat tryckfrihetsmål där kritiker drog paralleller till 1950-talets moralpanik kring serier.
Schröder svarade på stämningsansökan med att ge ut ett specialnummer av Pox – betitlat Åtalad med texten skriven i systertidningen Epix typografi – där de åtalade serierna återtrycktes. Schröder frikändes, men tidningens anseende skadades och Kooperativa Förbundet tog bort tidningarna Epix, Pox och 2000+ ur sitt sortiment. Detta minskade försäljningen avsevärt, vilket 1993 komplicerades av allvarliga distributionsproblem för hela förlagets tidningsutgivning. I samband med Presams uppdelning i två bolag – Tidsam och Predab – drabbades mindre förlag som RSR Epix hårt, och Pox var i början av 1993 en av tidningarna som fick läggas ner. När Predab därefter gick i konkurs, bidrog detta starkt till ett stopp för hela Schröders tidningsutgivning.

### Pox Special
En fristående albumkollektion med namnet Pox Special gavs ut åren 1985–1990. Den utgavs åtminstone tidvis på varannanmånadsbasis[källa behövs] och tryckte längre och kortare berättelser av serieskapare som presenterats i tidningen. Till en början var många av numren av antologikaraktär, med olika teman för varje nummer.

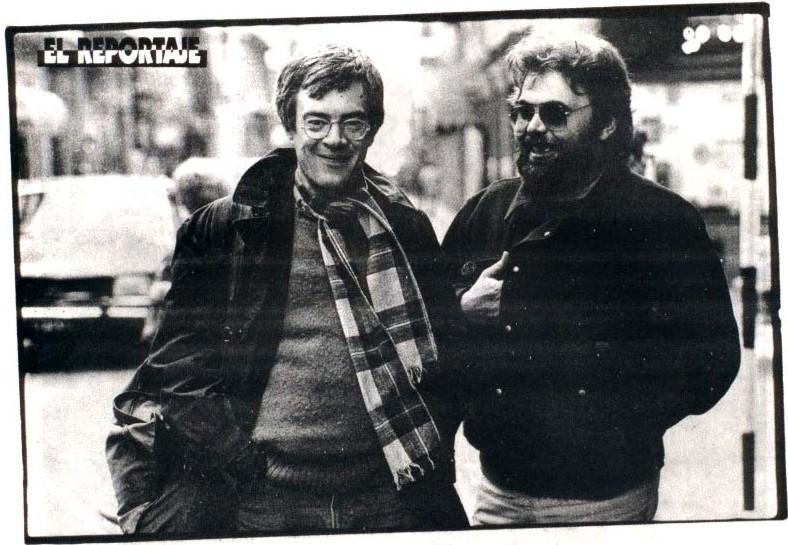
Den socialt medvetna deckaren Alack Sinner av José Muñoz och Carlos Sampayo var en återkommande serie i Pox (foto: 1984).

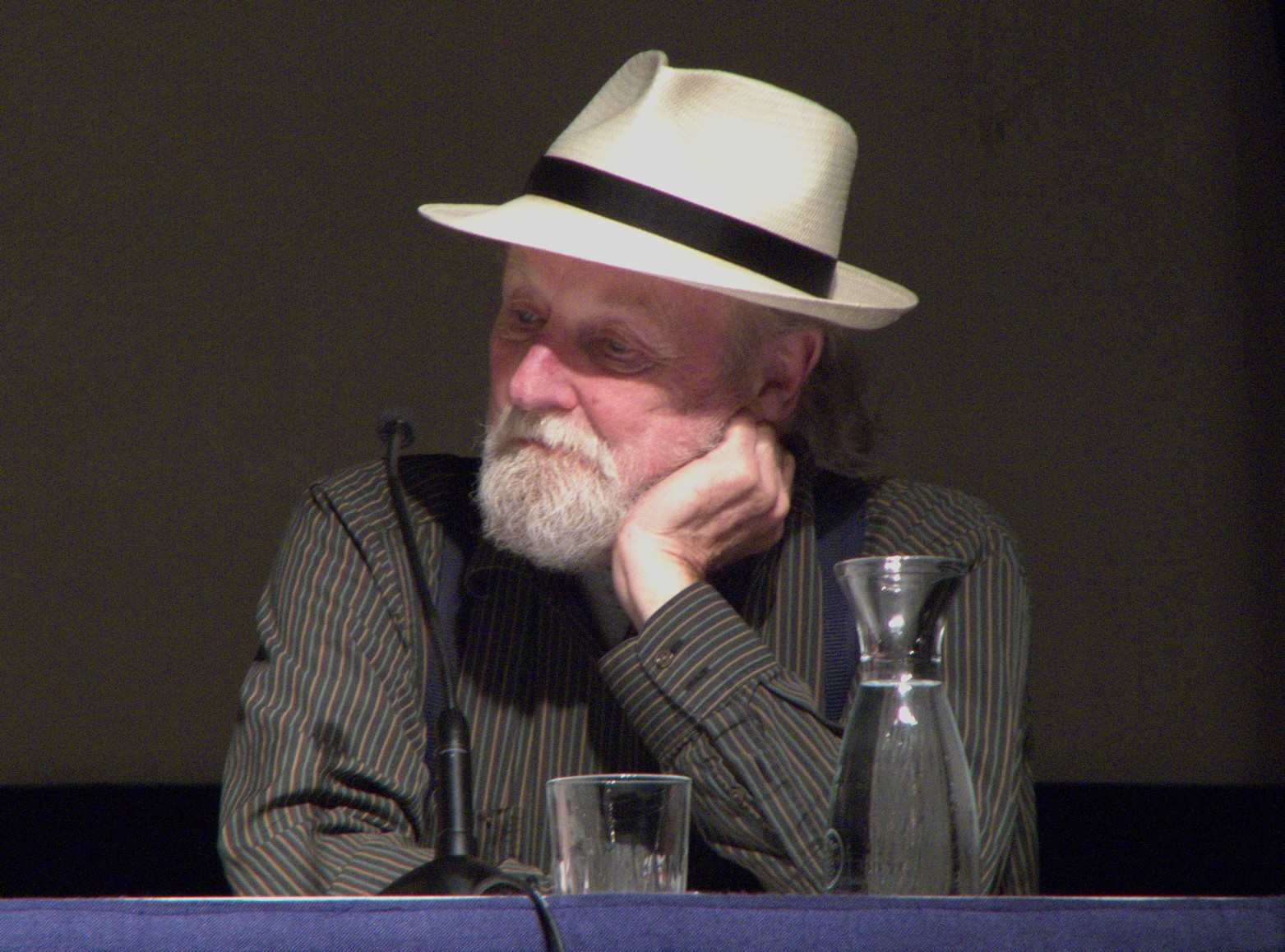
Gilbert Shelton syntes i Pox med både Stålsvinet och Freak Brothers (foto: 2013).

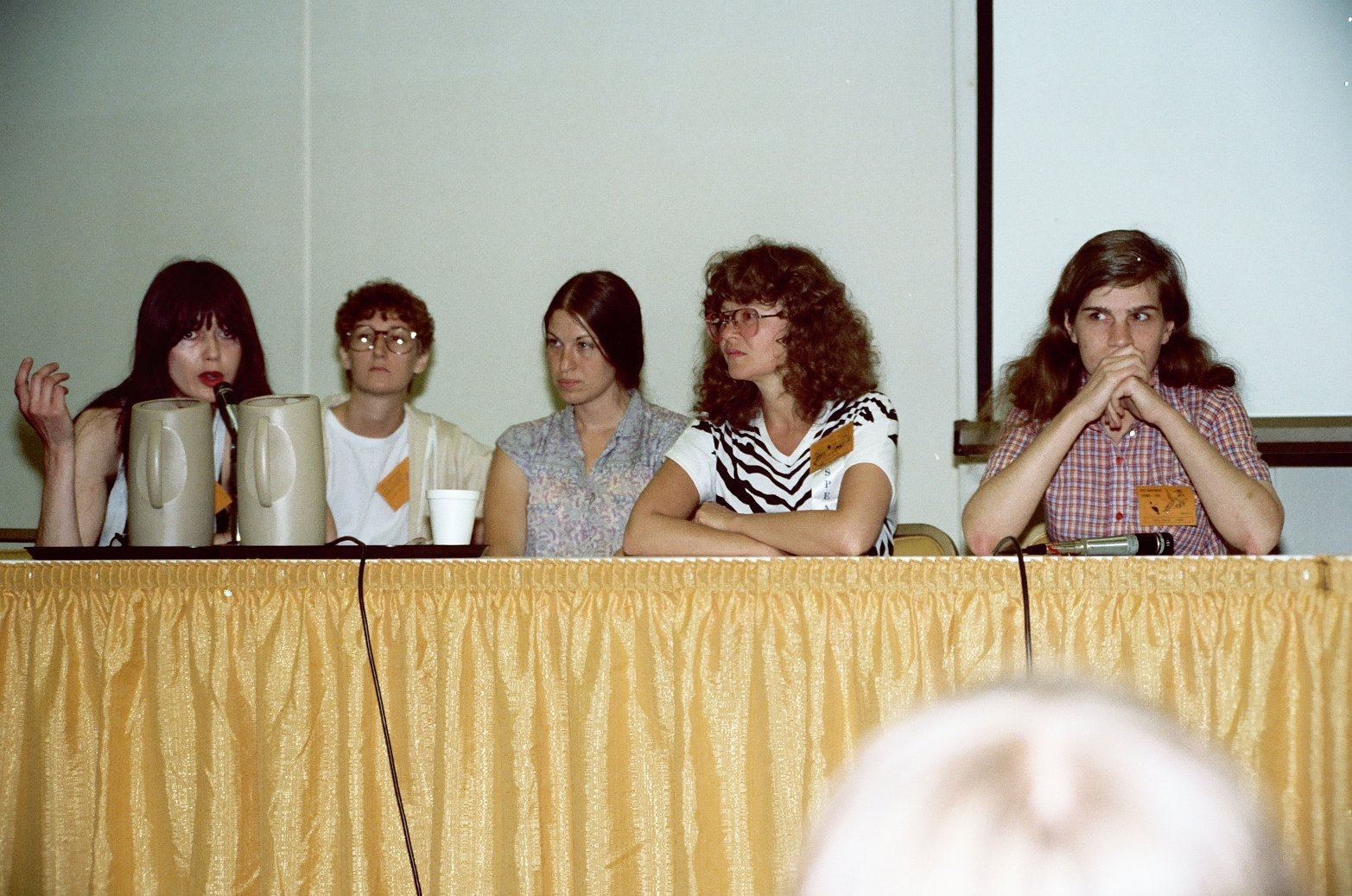
Dori Seda (t.v.) och Trina Robbins (2:a fr.h.) var två av ett antal kvinnliga Pox-tecknare ur amerikansk underground (foto: 1982).

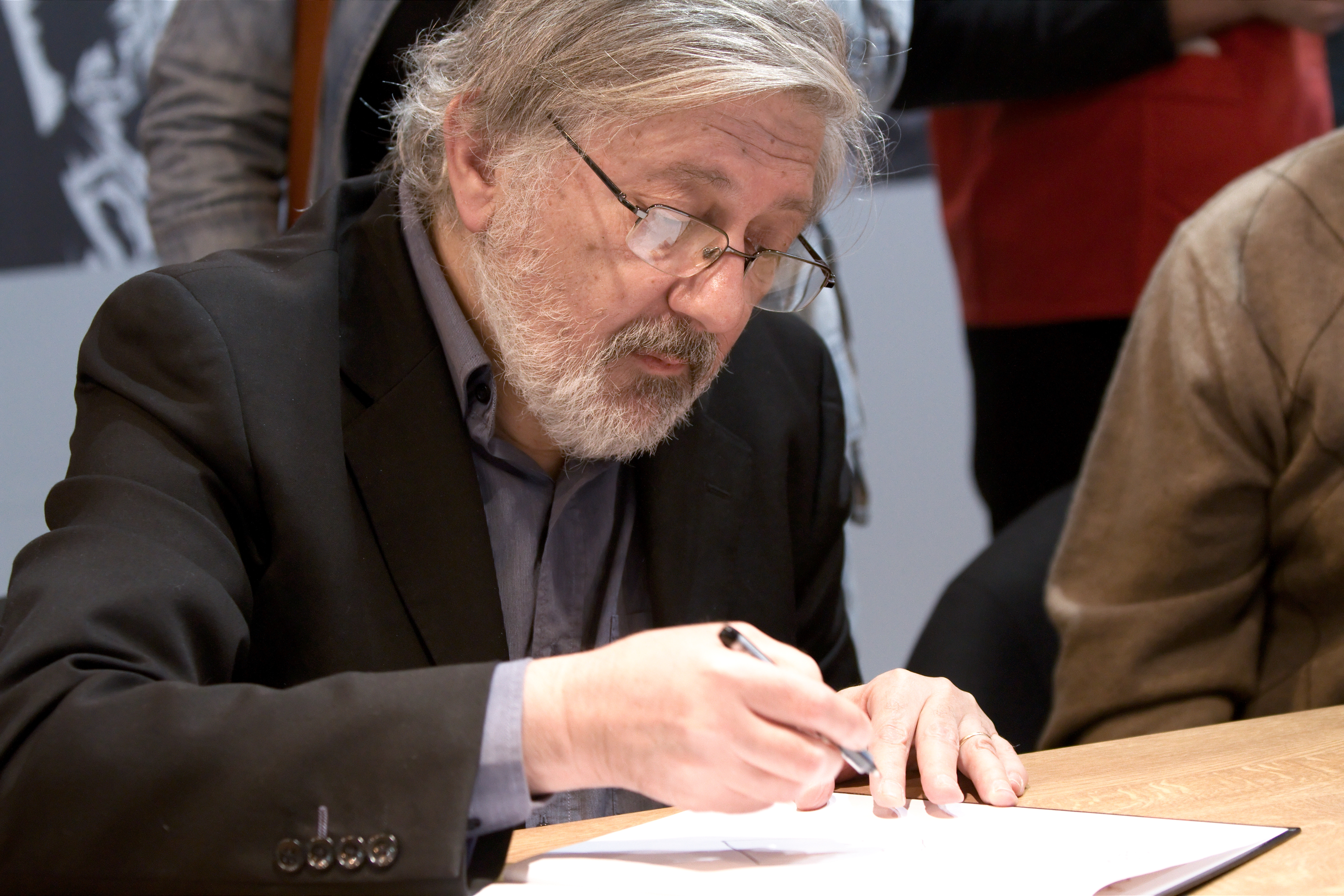
Jacques Tardi syntes i Pox med flera långa följetongsserier (foto: 2010).

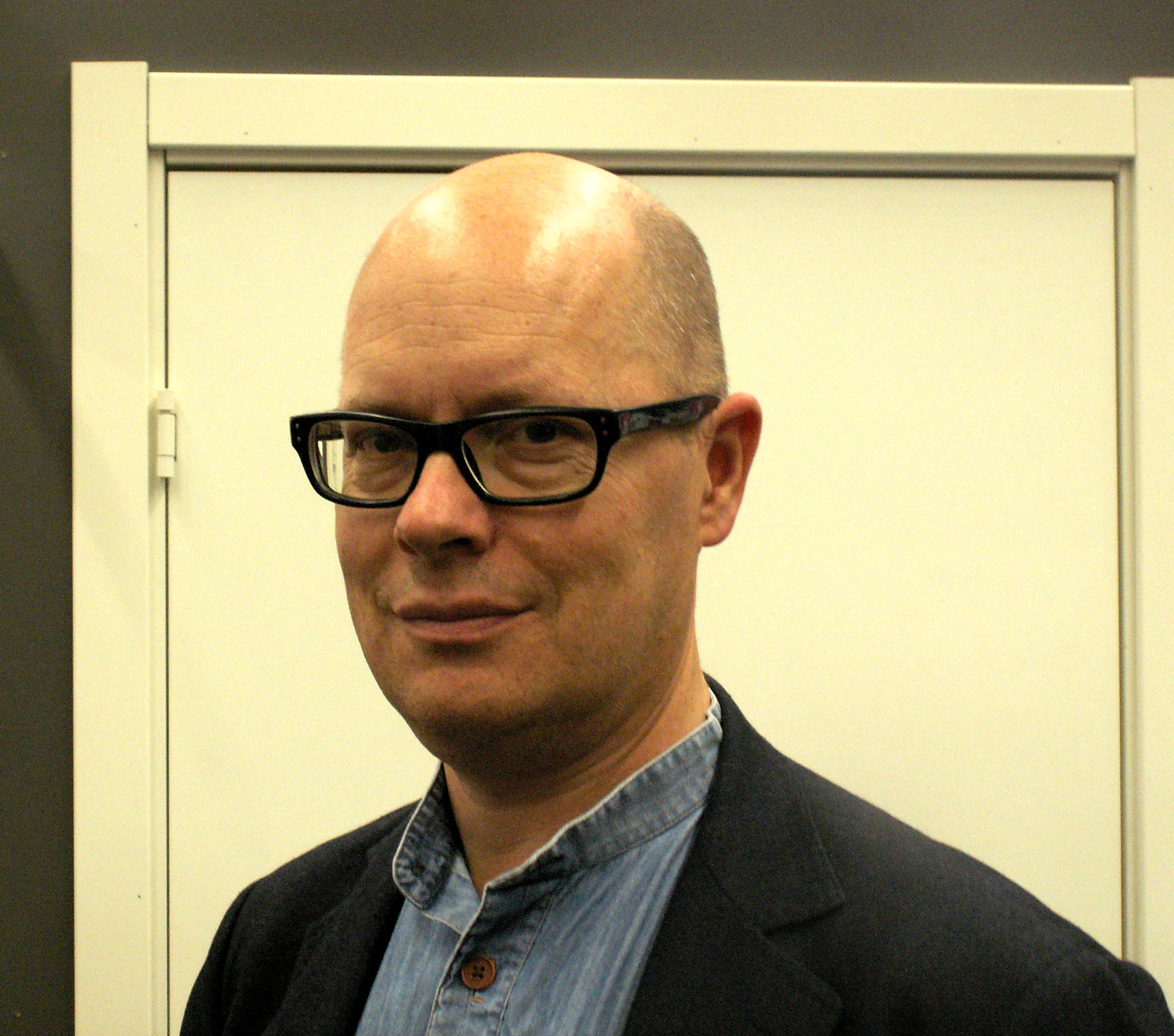
Gunnar Krantz presenterade både egna serier i Pox och var i ett par år redaktör för tidningen (foto: 2012).

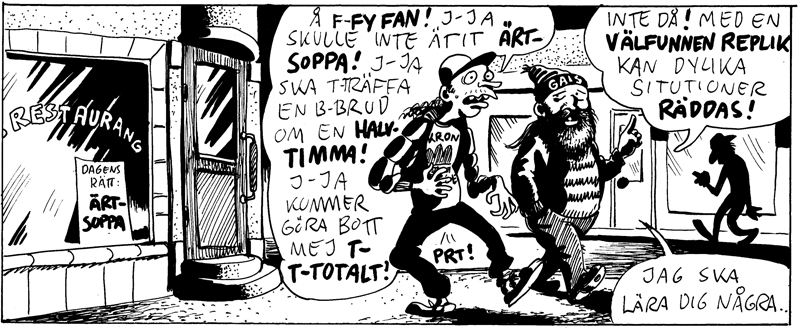
Joakim Lindengrens vilda humor syntes ofta i Pox. Bilden är dock från Ett anstötligt liv, publicerad i Faktum.

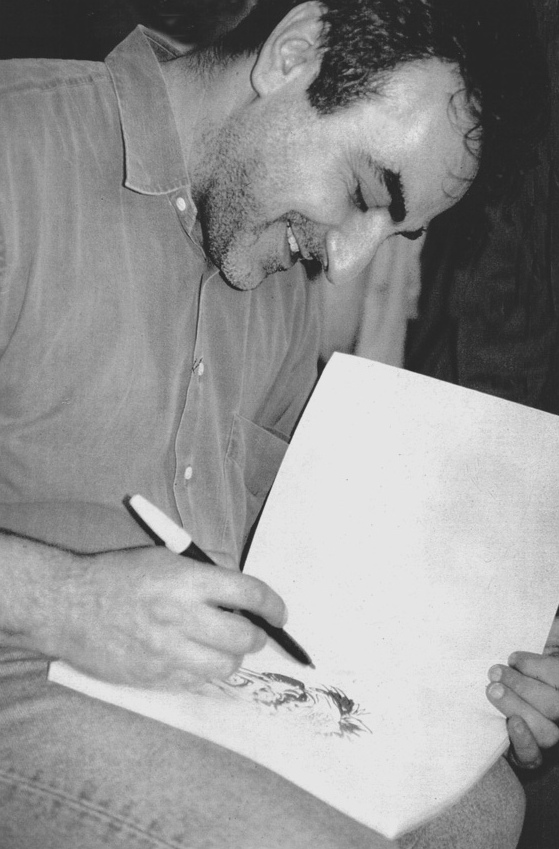
Italienaren Tanino Liberatore tillhörde de många och ofta provokativt tecknande sydeuropeerna i Pox (foto: 1992).

## Utgåvor
Pox kom totalt ut i 87 nummer under den titeln. Dessutom publicerades – i samband med Pox-rättegången 1989 – specialnumret Åtalad som delade ISSN-nummer med Pox.
| Årgång | Nummer             | Löpnummer | Sidor                 | Noter |
| ------ | ------------------ | --------- | --------------------- | --- |
| 1984   | 1/84–2/84          | #1–2      | 84                    | 16 sidor tvåfärg (svart + rött/orange/gult) |
| 1985   | 1/85–12/85         | #3–14     | 84 → 116 → 100 → 116  | 16 s. tvåfärg; 12/85 = 48 s. fyrfärg (Mattiolis Squeak the Mouse)                                                                              |
| 1986   | 1/86–12/86         | #15–26    | 100 → 116             | 12/86 = 116 s., 16 s. fyrfärg + 37 s. tvåfärg                                                                                                  |
| 1987   | 1/87–12/87         | #27–38    | 100 → 116 → 132 → 116 | 16 s. fyrfärg (inte tvåfärg); 11/87 & 12/87 extratjocka och med mer färg                                                                       |
| 1988   | 1/88–9/88          | #39–47    | 116                   | 16 s. fyrfärg; 8/88 = 5 s. tvåfärg) |
| 1989   | 1/89–9/89 + Åtalad | #48–57    | 116 → 84 → 100 + 116  | 16 s. fyrfärg; 7/89 = 100 s. ("Tema Krig"); Åtalad = 116 s. utan färgsektion                                                                   |
| 1990   | 1/90–12/90         | #58–69    | 114 → 84 / 100        | 1/90 = temanummer om åtalet/rättegången; sedan omväxlande 84 s. med fyrfärgssektion (5 nr) och 100 s. utan färg (6 nr); 4/90 = "kvinnospecial" |
| 1991   | 1/91–10/91         | #70–79    | 100 / 84              | omväxlande 84 s. med fyrfärgssektion (6 nr), 100 s. utan färg (2 nr) och 100 s. med färg (2 nr)                                                |
| 1992   | 1/92–8/92          | #80–87    | 116 / 100 / 84        | omväxlande 116 s. med fyrfärgssektion (1 nr), 100 s. med färg (2 nr), 100 s. utan färg (1 nr), 84 s. med färg (2 nr), 84 s. utan färg (2 nr)   |
| 1993   | 1/93               | #88       | 100                   | 100 sidor utan färgsektion |

## Publicerade serieskapare (urval)
Under de nio åren publicerades uppskattningsvis cirka 200 serieskapare i Pox. De flitigaste bidragsgivarna listas nedan:
| År      | Publi- ceringar | Land och namn                    | Serieexempel                                                                 |
| ------- | --------------- | -------------------------------- | ---------------------------------------------------------------------------- |
| 1984-86 | 16              | Lars Andreasson                  | Råttan i Jönköping, Råttan                                                   |
| 1984-86 | 13              | Jean-Marc Rochette/Martin Veyron | Svinet Edmond                                                                |
| 1984-89 | 48              | Shary Flenniken                  |                                                                              |
| 1984-89 | 55              | Bill Griffith                    | Zippy                                                                        |
| 1984-89 | 18              | Gilbert Shelton                  | Stålsvinet, Freak Brothers, Fat Freddy                                       |
| 1984-90 | 6               | Robert Crumb                     |                                                                              |
| 1984-90 | 7               | Sharon Rudahl                    |                                                                              |
| 1984-90 | 24              | S. Clay Wilson                   | Kapten Pissgom, Den rutige demonen                                           |
| 1984-91 | 9               | Joyce Farmer                     |                                                                              |
| 1984-91 | 38              | Rick Geary                       | Utflykter, Nu kan det avslöjas                                               |
| 1984-91 | >28             | Max                              | Peter Pank, Peter Punk                                                       |
| 1984-91 | 14              | José Muñoz/Carlos Sampayo        | Alack Sinner                                                                 |
| 1984-91 | 17              | Trina Robbins                    |                                                                              |
| 1985    | 8               | Didier Comès                     | Salamandern                                                                  |
| 1985-?  | ?               | Bill Tidy                        | Fosdykesagan                                                                 |
| 1985-87 | 6               | Steve Stiles                     |                                                                              |
| 1985-88 | 20              | Altan                            | Galna hjärtan, Zorro Bolero                                                  |
| 1985-89 | 8               | Massimo Mattioli                 | Squeak the Mouse, Superwest                                                  |
| 1985-89 | 15              | Jacques Tardi                    | Bron i dimman, Kackerlacksmördaren, Griffu, Historien om den okände soldaten |
| 1985-90 | 5               | Phoebe Gloeckner                 | Studs Kirby, Tösabiten                                                       |
| 1985-90 | 20              | Peter Bagge                      | Studs Kirby, Tösabiten                                                       |
| 1985-90 | 16              | Charles Burns                    | El Borbah                                                                    |
| 1985-90 | 25              | Gilbert Hernandez                | Soppa för brustna hjärtan, Blod över Palomar                                 |
| 1985-91 | 21              | Gunnar Krantz                    | Alger, Falska liv, Mondo Love                                                |
| 1985-91 | 18              | Lee Marrs                        |                                                                              |
| 1985-91 | 6               | Diane Noomin                     |                                                                              |
| 1985-91 | 18              | Dori Seda                        |                                                                              |
| 1985-92 | 9               | Spain Rodriguez                  |                                                                              |
| 1986-89 | >23             | Georges Pichard/Georges Wolinski | Paulette                                                                     |
| 1986-89 | 7               | Alfredo Pons                     |                                                                              |
| 1986-90 | 6               | Nacho Balaguer                   |                                                                              |
| 1986-90 | 8               | Kim Deitch                       |                                                                              |
| 1986-90 | 8               | Miguel Gallardo                  |                                                                              |
| 1986-90 | 20              | Foolbert Sturgeon                | Jönssons jycke                                                               |
| 1986-90 | 11              | Robert Williams                  | Coochie Cootie                                                               |
| 1986-91 | 21              | José Martí                       | Chaffisen, Dr. Vertigo                                                       |
| 1986-92 | 30              | Philippe Vuillemin               | Raoul mot Druserna                                                           |
| 1986-93 | 6               | Stan Vaughn                      | Se upp                                                                       |
| 1987-88 | 6               | Mark Zingarelli                  |                                                                              |
| 1987-89 | 8               | Norman Dog                       |                                                                              |
| 1987-89 | 10              | Tanino Liberatore                | En sväng med Lucy, Ranxerox                                                  |
| 1987-90 | 6               | Rand Holmes                      | Harold Hedd                                                                  |
| 1987-90 | 22              | Joakim Lindengren                |                                                                              |
| 1987-91 | 17              | Drew Friedman                    |                                                                              |
| 1987-91 | 6               | Krystine Kryttre                 |                                                                              |
| 1987-92 | 37              | Hunt Emerson                     | Firkin                                                                       |
| 1987-93 | 6               | Roberta Gregory                  | Subbiga subban                                                               |
| 1988-91 | 8               | Craig Maynard                    | Små minnen och konsten att växa upp                                          |
| 1988-92 | 8               | Peter Kuper                      |                                                                              |
| 1989-90 | 8               | Brian Bolland                    | Mr Mamoulian                                                                 |
| 1989-91 | 9               | Paul Carali                      |                                                                              |
| 1989-91 | 9               | Mikke Hedberg                    | The ämersom Litepalti ståååry                                                |
| 1989-91 | 7               | Jaime Martín                     | Blommor och knoppar                                                          |
| 1990-91 | 14              | Jamie Hewlett                    | Tank Girl                                                                    |
| 1990-92 | 6               | Julie Doucet                     |                                                                              |